# Мате косидо
Мате косидо (испанско произношение: [ˈmate koˈsiðo], варено мате; на португалски: chá mate, IPA: [ˈʃa ˈmati], мате чай)е южноамериканска тонизираща напитка, традиционна за Парагвай, Североизточна Аржентина и Югозападна Бразилия. Приготвя се чрез чрез варене на изсушени листа от йерба мате във вода, след което течността се прецежда или филтрира и се сервира в чаши. Преди варене листата се заливат за кратко в хладка вода, след което се варят около 5 минути.
Мате косидо е горчива напитка, подобна на мате, с по-мек вкус от мате, но със същото действие и хранителни свойства.
Мате косидо се прави само от изсушени листа. В търговската мрежа се продава и във филтриращи пакетчета, така че може да се приготви като чай, а също така в разтворима форма – като екстракт.

## История
Мате е внесен за първи път в Европа, след като йезуитите християнизирали Парагвай през ХVІІ век. Те бързо се адаптирали към местните обичаи и започнали да изнасят листа от йерба мате за Испания, за да конкурират английските търговци на чай. В Испания напитката станала известна като „йезуитски чай“.

## Видове Мате косидо
- „Традиционно Мате косидо“: сварено чисто мате, към което могат да се добавят мляко или захар.
- „Ароматизирано Мате косидо“: с добавки на сок от лимон, праскова, ванилия, портокал и мандарина.
- „Айс Мате косидо“ или „студено мате“: освежаващо питие, при което традиционно или ароматизирано Мате косидо се сервира студено, обикновено с добавени лед и лимонов сок.